# Octorradiata bonaerensis
Octorradiata bonaerensis är en nässeldjursart som beskrevs av Zamponi och Genzano 1989. Octorradiata bonaerensis ingår i släktet Octorradiata och familjen Geryoniidae. Inga underarter finns listade i Catalogue of Life.